# Hypocysta senona
Hypocysta senona är en fjärilsart som beskrevs av Hans Fruhstorfer 1911. Hypocysta senona ingår i släktet Hypocysta och familjen praktfjärilar. Inga underarter finns listade i Catalogue of Life.